# Sensu
Sensu és un terme en llatí per a significar «en significat». S'usa en disciplines com la biologia, geologia o dret en les frases stricto sensu (o sensu stricto, s. s. o s. str., «en significat estricte») i lato sensu (o sensu lato, s. l., o sensu amplo, s. a. o s. ampl., «en significat ampli»). A vegades, havent-hi més de dues possibilitats, s'usen els superlatius sensu strictissimo («en el significat més estricte») i sensu latissimo («en el significat més ampli»). També s'usa sovint en totalitat amb el nom d'un autor, indicat que el significat en qüestió és aquell definit per aquest autor.
S'usa en taxonomia per a especificar a quina circumscripció d'un tàxon es refereix, en casos en els quals més d'una ha estat definida.
Exemple: 
«Banksia subg. Banksia sensu A. S. George» indica que és la circumscripció d'Alex George de B. subg. Banksia a la qual es refereix.